# I nostri eroi alla riscossa
I nostri eroi alla riscossa (Cartoon All-Stars to the Rescue) è uno speciale televisivo d'animazione del 1990 diretto da Karen Peterson. Il cartone animato, incentrato sulla prevenzione dell'abuso di droghe e finanziato da McDonald's e dalla Fondazione per l'infanzia Ronald McDonald, vede l'apparizione di molti personaggi delle serie televisive animate americane dell'epoca e fu originariamente trasmesso in contemporanea il 21 aprile 1990 su tutte e quattro le principali reti televisive statunitensi (ABC, CBS, NBC e Fox) e in syndication sulla maggior parte delle reti indipendenti e via cavo, preceduto da un'introduzione del Presidente degli Stati Uniti d'America George H. W. Bush, della first lady Barbara Bush e della loro cagnolina Millie. Fu prodotto dalla Academy of Television Arts & Sciences e animato all'estero dalla Wang Film Productions. La canzone "Wonderful Ways to Say No" fu scritta dal compositore Alan Menken e il paroliere Howard Ashman.
La trama racconta le gesta di Michael, un adolescente che fa uso di marijuana oltre che di alcolici. Sua sorella minore, Corey, è costantemente preoccupata per lui perché ha iniziato a comportarsi in modo diverso, il che diventa anche una preoccupazione per i loro genitori (che stanno a loro volta iniziando a notare i suoi cambiamenti). Quando una mattina il salvadanaio di Corey scompare, i suoi giocattoli tie-in dei cartoni animati prendono vita per aiutarla a trovarlo. Dopo averlo scoperto nella stanza di Michael, insieme alla sua scorta di droghe, lavorano insieme per portarlo in un viaggio fantastico, in cui insegnargli i rischi e le conseguenze che una vita di abuso di droghe può comportare.

## Trama
Nella stanza di Corey, qualcuno ruba il suo salvadanaio dal suo comò. Il furto viene visto dal Grande Puffo, che esce da un fumetto dei Puffi con gli altri Puffi e avverte gli altri personaggi dei cartoni nella stanza (Alf da un disegno incorniciato, Garfield da una lampada, Alvin and the Chipmunks da una copertina di un disco, Winnie the Pooh da un peluche, Baby Kermit da una sveglia e Slimer che passa attraverso un muro).
Alf, Garfield, Alvin, Simon e Theodore rintracciano il ladro e scoprono che si tratta di Michael, il fratello di Corey. Simon apre una scatola sotto il suo letto e ne identifica il contenuto come marijuana. Nel frattempo, Corey esprime le sue preoccupazioni per il suo cambio di comportamento, facendolo scappare di casa. I personaggi dei cartoni animati si rendono presto conto che bisogna fare qualcosa per la sua dipendenza e lo seguono, lasciando Pooh a prendersi cura di Corey.
Alla sala giochi, Michael fuma erba con i suoi amici e Fumo, una nuvola di fumo antropomorfa, che cercano di convincerlo a provare droghe più pesanti. In quel momento arriva la polizia e tutti scappano fuori; Michael e Fumo incontrano in un vicolo un agente, che si scopre essere in realtà Bugs Bunny. Quest'ultimo, con una macchina del tempo, scopre che la dipendenza di Michael era iniziata un paio d'anni prima a causa della pressione sociale da parte di alcuni ragazzi più grandi. Dopo essere tornato al presente, Michael si incontra con i suoi amici che decidono di voler comprare un po' di crack. Michael tuttavia è titubante, conscio della pericolosità mortale di tale droga; ma una sua amica gli ruba il portafoglio, per poi darsi alla fuga. Lui e Fumo la inseguono, finché non cadono in un tombino e incontrano Michelangelo, che dice loro che le droghe stanno rovinando il cervello di Michael. Poco dopo, Baby Kermit, Baby Piggy e Baby Gonzo lo portano in un tour del suo cervello. Lì, Qui, Quo e Qua e Tigro si uniscono al resto dei personaggi dei cartoni animati nel tentativo di insegnargli i "mille modi al mondo per dire di no".
Michael si sveglia nella sua stanza, credendo che l'intera faccenda non sia altro che un incubo. Corey entra e cerca di parlargli, ma lui perde la pazienza e le urla con rabbia, facendole male e scagliandola contro il muro. Tornato in sé, cerca di scusarsi con lei, ma la bambina scappa spaventata. Appare Fumo e gli dice che ha fatto la cosa giusta, ma Michael non ne è sicuro. Triste, si specchia sulla scatola di marijuana ed è scioccato nel vedere Alf, che lo afferra e lo trascina con sé. All'interno di una sala degli specchi, Alf gli mostra il suo riflesso di com'è oggi, poi quello se non smette di drogarsi: una versione di se stesso invecchiata, simile a un cadavere. Quando insiste sul fatto che potrebbe smettere se lo desiderasse e che è lui a gestire la propria vita, Alf lo porta a vedere l' "uomo che decide", ovvero Fumo.
Più tardi, Corey e Pooh tornano nella stanza di Michael e trovano la sua scatola di marijuana. Appare Fumo, che getta Pooh in un armadietto e inizia a indurre Corey a provarla. Corey inizia a credere che se lo farà, forse lei e Michael potranno divertirsi insieme come facevano prima che iniziasse a drogarsi.
Nel frattempo, il trip indotto dalla droga nella mente di Michael lo porta da Daffy Duck che legge il suo futuro nella sua sfera di cristallo, mostrandolgi una versione di se stesso ancora più malaticcia di prima. Dopo un ultimo avvertimento dai personaggi dei cartoni animati, Michael, ora estremamente vergognoso di se stesso e della sua tossicodipendenza, torna nella sua stanza appena in tempo per impedire a Corey di prendere la marijuana. Le dice che non vuole mai vederla usare droghe e ammette di aver sbagliato lui stesso a usarle, anche se non è sicuro di poter cambiare nonostante il suo ovvio desiderio di farlo. Corey allora gli consiglia di parlare dei suoi problemi con lei e con i loro genitori. Fumo cerca di convincerlo del contrario, ma lui lo afferra e lo getta fuori dalla finestra, poiché sente di averlo "ascoltato anche troppo". Dopo essere caduto in un camion della spazzatura, Fumo giura di tornare, ma tutti i personaggi dei cartoni animati appaiono su un poster sul muro di Michael per ricordarli di dire di no alla droga. Michael libera Pooh dall'armadietto e sorride a Corey mentre i due vanno a parlare ai loro genitori della sua tossicodipendenza.

## Personaggi e doppiatori
I proprietari dei vari personaggi li concessero in licenza gratuitamente essendo lo speciale di servizio pubblico.
Lo speciale segnò la prima occasione in cui i personaggi della Warner Bros. Bugs Bunny e Daffy Duck furono doppiati da qualcuno di diverso da Mel Blanc, morto poco prima della produzione e qui sostituito da Jeff Bergman.
| Personaggio       | Voce originale       | Voce italiana       |
| ----------------- | -------------------- | ------------------- |
| Michael           | Jason Marsden        | Fabrizio Vidale     |
| Corey             | Lindsay Parker       | Federica Bomba      |
| Fumo              | George C. Scott      | Giampiero Albertini |
| Grande Puffo      | Don Messick          | Arturo Dominici     |
| Puffo Quattrocchi | Danny Goldman        | Fabrizio Vidale     |
| Winnie the Pooh   | Jim Cummings         | Marco Bresciani     |
| Qui, Quo e Qua    | Russi Taylor         | Laura Lenghi        |
| Alf               | Paul Fusco           | Gigi Angelillo      |
| Garfield          | Lorenzo Music        | Fabrizio Pucci      |
| Slimer            | Frank Welker         | Maurizio Mattioli   |
| Alvin             | Ross Bagdasarian Jr. | Chiara Colizzi      |
| Simon             | Ross Bagdasarian Jr. | Marco Baroni        |
| Theodore          | Janice Karman        | Marco Mete          |
| Bugs Bunny        | Jeff Bergman         | Willy Moser         |
| Daffy Duck        | Jeff Bergman         | Teo Bellia          |
| Baby Kermit       | Frank Welker         | Mauro Gravina       |
| Baby Piggy        | Laurie O'Brien       | Roberto Del Giudice |
| Baby Gonzo        | Russi Taylor         | Danilo De Girolamo  |
| Michelangelo      | Townsend Coleman     | Teo Bellia          |
| Mamma             | Laurie O'Brien       | Roberta Paladini    |

## Edizione italiana
Il film venne trasmesso in Italia su iniziativa della Presidenza del Consiglio dei Ministri - Dipartimento degli Affari Sociali e dell'UNICRI, presentato il 27 dicembre 1990 in una conferenza stampa a Palazzo Chigi dall'allora Ministro per gli Affari Sociali Rosa Russo Iervolino, l'allora direttore generale della Rai Gianni Pasquarelli e l'allora vicepresidente della Fininvest Gianni Letta, introdotta da un'intervista di Sergio Zavoli all'allora Presidente del Consiglio Giulio Andreotti. La trasmissione in prima TV si ebbe su Raiuno il 29 dicembre 1990 alle 16:30, con replica il giorno dopo su Raidue alle 18:00 e su Italia 1 alle 20:30 nonché in seguito su Canale 5 e su TMC.
L'edizione italiana è a cura della Royfilm e il doppiaggio fu eseguito presso la Fono Roma. Dialoghi e direzione del doppiaggio sono a cura di Teo Bellia. Le canzoni, adattate in italiano da Ermavilo e dirette da Pietro Carapellucci e cantate da Maria Cristina Brancucci, Marinella Viri, Antonio Sechi, Ronny Grant, Lorena Brancucci, Ermavilo, Liliana Dell'Aquila e Virginia Brancucci.

## Edizioni home video
Nel 1990 lo speciale fu distribuito anche in VHS in America del Nord dalla Buena Vista Home Video. L'edizione italiana fu distribuita in VHS per il prestito gratuito dalla Walt Disney Home Video nell'aprile 1991.